# Égliseneuve-des-Liards
Égliseneuve-des-Liards település Franciaországban, Puy-de-Dôme megyében. Lakosainak száma 156 fő (2022. január 1.). Égliseneuve-des-Liards Sugères, Condat-lès-Montboissier, Saint-Quentin-sur-Sauxillanges és Sauxillanges községekkel határos.

## Népesség
A település népességének változása:
| Lakosok száma | 143  | 137  | 142  | 143  | 148  | 151  | 153  | 154  | 156  |
|               | 2013 | 2015 | 2016 | 2017 | 2018 | 2019 | 2020 | 2021 | 2022 |